# سیناهونی
سیناهونی، روستایی از توابع بخش مرکزی شهرستان طوالش در استان گیلان ایران است.روستای سیناهونی (سینه هونی) در ارتفاع ۷۷۶ متر از سطح دریای آزاد قرار دارد.بعد از روستای «کیش  دیبی» جاده با دو راه از هم تفکیک می‌شود . یک راه به «سوباتان» و راه یگر به «آق اولر» و «تول» می‌رود. بعد از «کیش دیبی» روستاهای «دشتأدی» ، «کسمه جان»، «شیلا دشت» و سپس «سینه هونی»(سیناهونی) بر سر راه ییلاق مریان قرار دارند.

## از لحاظ گردشگری
روستایی کوهستانی، در دل جنگل با  پوشش درخت و درختچه است. این روستا محل تردد گردشگران است و مناظر آن بدیع و بی‌نهایت زیباست. کوه‌های اطراف روستا مقصدی دوست داشتنی برای علاقمندان کوهنوردی، جنگل زیبای آن جاذبه‌ ای فراموش نشدنی برای علاقمندان به طبیعت و رودخانهٔ کنار روستا (کرگانرود) جایی مناسب برای ماهیگیری و کمپینگ کنار آن است.

## جمعیت
این روستا در دهستان کوهستانی تالش قرار دارد و براساس سرشماری مرکز آمار ایران در سال ۱۳۸۵، جمعیت آن ۱۰۱ نفر (۲۵خانوار) بوده‌است.